# I’ll Kill You
„I’ll Kill You” – debiutancki singel zespołu X JAPAN (wówczas o nazwie X). Wydany 15 czerwca 1985 roku. Okładka pokazuje fotografie martwych ciał zrobione podczas wojny w Wietnamie. Ponowne nagranie utworu tytułowego zostało także zawarte na pierwszym albumie zespołu Vanishing Vision.
Został też nagrany cover do utworu tytułowego przez francuski zespół Anorexia Nervosa, który został użyty jako bonusowy utwór na japońskiej edycji albumu z 2004 roku Redemption Process.

## Lista utworów
| Nr | Tytuł                | Słowa   | Muzyka  | Czas |
| -- | -------------------- | ------- | ------- | ---- |
| 1. | "I’ll Kill You"      | Yoshiki | Yoshiki | 3:21 |
| 2. | "BREAK THE DARKNESS" | Yoshiki | Yoshiki | 4:13 |

## Muzycy
- Toshi: wokal
- Yoshiki: perkusja
- Yuji "Terry" Izumisawa: gitara
- Tomoyuki "Tomo" Ogata: gitara
- Atsushi Tokuo: gitara basowa